# Santiago de la Peña
Santiago de la Peña es una localidad del estado mexicano de Veracruz. Es parte del municipio de Tuxpan.

## Demografía
| Gráfica de evolución demográfica |
|                                  |

| Censo | Población |
| ----- | --------- |
| 1900  | 408       |
| 1910  | 349       |
| 1921  | 1 426     |
| 1930  | 1 570     |
| 1940  | 2 094     |
| 1950  | 2 319     |
| 1960  | 3 686     |
| 1970  | 4 916     |
| 1980  | 6 371     |
| 1990  | 6 814     |
| 1995  | 8 151     |
| 2000  | 8 154     |
| 2005  | 8 538     |
| 2010  | 8 657     |
| 2020  | 8 178     |